# 脳て
脳て（のうて、12月24日 - ）は、日本のTikToker、YouTuber、インスタグラマー。

## 経歴
2018年2月、TikTokでの活動を開始。当初は「脳てゃ」という名前で活動していた。その後、YouTubeやインスタグラムへの投稿を開始し、フォロワー数は上昇を続ける。
2019年2月、日本初のKOLサークル「Xronos」主催のイベント「Xronos Teens Fes」に出演。
2019年5月、東京・大阪にて自身初の撮影＆交流会を開催した。

## 人物
- 本名、年齢は非公開。
- 特技は背筋、眼球でリレーをすること。
- 自宅で一人でコスプレをした際に虚しさを感じたことがきっかけでTikTokへの投稿を始める[4]。コスプレを始めたきっかけは小柔SeeU。
- 好きな俳優は神木隆之介。
- 好きなタイプは自分と同じような考えをしている人。
- おすすめの漫画は西尾維新の少女不十分。
- 好きな洋画はショッカー。
- 好きな食べ物は雑炊。
- 鳥が好きで、撮影の際に鳩にジト目を使っていた。
- 10歳以上年の離れた弟がいる。
- 手フェチである。